# واش حنا هما حنا
واش حنا هما حنا هو برنامج تلفزيوني مغربي من إنتاج قناة الثانية المغربية، ويقدمه المنشط التلفزي هشام مسرار، ويحلل البرنامج قضايا اجتماعية، كالعنف والغش وغيرها من الظواهر الاجتماعية. وتستعمل تقنية الكاميرا الخفية. وذلك للبرهنة للمشاهدين على قضايا المجتمع.